# Īrmīsh
Īrmīsh (persiska: ایرمیش) är en ort i Iran. Den ligger i den sydöstra delen av landet, 1 200 km sydost om huvudstaden Teheran. Īrmīsh ligger 1 144 meter över havet och folkmängden uppgick till 324 invånare vid folkräkningen 2016.

## Geografi
Terrängen runt Īrmīsh är kuperad åt sydost, men åt nordväst är den platt. Īrmīsh ligger nere i en dal. Runt Īrmīsh är det ganska glesbefolkat, med 25 invånare per kvadratkilometer. Trakten runt Īrmīsh är ofruktbar med lite eller ingen växtlighet.